# Klaus Michler
Klaus Michler (* 15. Mai 1970 in Stuttgart) ist ein ehemaliger deutscher Hockeyspieler und Olympiasieger.
Klaus Michler spielte für den Crefelder HTC. 1989 gewann der Mittelfeldspieler mit deutschen Mannschaft die Juniorenweltmeisterschaft. 1991 debütierte er in der deutschen Hockeynationalmannschaft, mit der er im gleichen Jahr bei der Feldhockey-Europameisterschaft den Titel gewann. Bei den Olympischen Spielen 1992 war Michler in allen sieben Spielen dabei und erreichte mit der deutschen Mannschaft den ersten Olympiasieg nach zwanzig Jahren.
Für den Gewinn der Goldmedaille erhielten er und die deutsche Hockeymannschaft am 23. Juni 1993 das Silberne Lorbeerblatt.
1994 wurde Michler auch in der Halle Europameister. Nach dem vierten Platz bei der Weltmeisterschaft 1994 gehörte Michler 1995 erneut zur deutschen Mannschaft, als diese den Europameistertitel von 1991 erfolgreich verteidigte. Bei seiner zweiten Olympiateilnahme 1996 in Atlanta belegte die deutsche Mannschaft den vierten Platz. Zum Abschluss seiner internationalen Karriere gewann Michler mit der deutschen Mannschaft bei der Weltmeisterschaft 1998 die Bronzemedaille. Insgesamt spielte Michler in 162 Länderspielen mit, davon 5 in der Halle.